# Alberth Elis
Alberth Josué „Pantera” Elis Martínez (ur. 12 lutego 1996 w San Pedro Sula) – honduraski piłkarz występujący na pozycji skrzydłowego lub napastnika, reprezentant Hondurasu, od 2025 roku zawodnik Olimpii.

## Kariera klubowa
Elis jest wychowankiem największego i najbardziej utytułowanego klubu w Hondurasie – CD Olimpia ze stołecznej Tegucigalpy. Do pierwszej drużyny został włączony w wieku siedemnastu lat przez szkoleniowca Juana Carlosa Espinozę i w Liga Nacional de Fútbol Profesional zadebiutował 1 września 2013 w wygranych 2:1 derbach z Motaguą. W wiosennym sezonie Clausura 2014 wywalczył z Olimpią tytuł mistrza Hondurasu, zaś premierowego gola w najwyższej klasie rozgrywkowej strzelił 24 sierpnia 2014 w wygranej 4:0 konfrontacji z Marathónem. Podczas rozgrywek Clausura 2015 ponownie zdobył mistrzostwo kraju, lecz przez pierwsze dwa lata w Olimpii pełnił głównie rolę rezerwowego dla etatowych reprezentantów kraju – Rogera Rojasa, Anthony'ego Lozano i Romella Quioto.
Dopiero w sierpniu 2015 trener Héctor Vargas zdecydował się postawić na dziewiętnastoletniego napastnika, który szybko stał się czołowym strzelcem i graczem ligi. W 2015 roku sięgnął z Olimpią po puchar Hondurasu – Copa de Honduras, zaś w sezonie Clausura 2016 po raz trzeci wywalczył tytuł mistrzowski, a sam z czternastoma golami na koncie został królem strzelców ligi. Równolegle brał również udział w Lidze Mistrzów CONCACAF; został wybrany najlepszym młodym piłkarzem edycji 2015/2016 tych rozgrywek (w czterech spotkaniach strzelił dwa gole). Ogółem w Olimpii spędził obfite w sukcesy trzy lata.
W sierpniu 2016 Elis za sumę dwóch milionów dolarów przeszedł do meksykańskiego CF Monterrey, podpisując z nim czteroletnią umowę. Został tym samym pierwszym Honduraninem w historii klubu. W tamtejszej Liga MX zadebiutował 10 września 2016 w zremisowanym 0:0 meczu z Tijuaną.
W 2017 roku został wypożyczony do Houston Dynamo z MLS. 4 marca zadebiutował w lidze przeciwko Seattle Sounders. Pierwszą bramkę zdobył w starciu z Columbus Crew. Po sezonie został przez klub wykupiony. W 2018 roku wziął udział w meczu gwiazd MLS. 
21 września 2020 przeniósł się do Boavista FC. W klubie zadebiutował 26 września przeciwko FC Porto. 2 listopada w meczu z Benficą zdobył pierwszą bramkę.

## Kariera reprezentacyjna
W kwietniu 2013 Elis został powołany przez trenera José Valladaresa do reprezentacji Hondurasu U-17 na Mistrzostwa Ameryki Północnej U-17. Uprzednio występował w udanych kwalifikacjach do tych rozgrywek, podczas których wpisał się na listę strzelców w spotkaniach z Salwadorem (5:2) i trzykrotnie z Kostaryką (3:0). Podczas właściwego turnieju rozegrał natomiast trzy spotkania z pięciu możliwych (wszystkie w wyjściowym składzie) i strzelił bramkę w ćwierćfinale z USA (3:1), zaś jego kadra odpadła z imprezy w półfinale, ulegając późniejszemu triumfatorowi – Meksykowi (1:3) i zajęła ostatecznie czwarte miejsce. Sześć miesięcy później znalazł się w składzie na Mistrzostwa Świata U-17 w ZEA, gdzie miał pewne miejsce w linii ataku i wystąpił w czterech z pięciu meczów (we wszystkich od pierwszej minuty), a Honduranie zakończyli wówczas swój udział w juniorskim mundialu na ćwierćfinałowej porażce ze Szwecją (1:2).
W styczniu 2015 Elis, w barwach reprezentacji Hondurasu U-20 prowadzonej przez Jorge Jiméneza, wziął udział w Mistrzostwach Ameryki Północnej U-20. Na jamajskich boiskach rozegrał wszystkie sześć meczów (pięć w pierwszym składzie) i zdobył cztery gole – w fazie grupowej z Salwadorem (2:2), Kubą (3:0) oraz Haiti (3:2), a także w barażu z Gwatemalą (2:1). Zajął tym samym drugie miejsce w klasyfikacji strzelców, a jego zespół uplasował się na trzeciej lokacie. Po upływie pięciu miesięcy został powołany na Mistrzostwa Świata U-20 w Nowej Zelandii, gdzie zagrał w dwóch z trzech spotkań (w obydwóch w pierwszej jedenastce), zaś Honduranie odpadli z rozgrywek już w fazie grupowej.
W listopadzie 2014 Elis znalazł się w ogłoszonym przez Jiméneza składzie olimpijskiej reprezentacji Hondurasu U-23 na Igrzyska Ameryki Środkowej i Karaibów w Veracruz. Rozegrał tam dwie z pięciu konfrontacji (obydwie w wyjściowym składzie), odpadając z kadrą w półfinale po porażce z Wenezuelą (0:1) i zajmując ostatecznie czwarte miejsce. W październiku 2015 wziął udział w turnieju eliminacyjnym do Igrzysk Olimpijskich – dwa miesiące wcześniej w fazie przedwstępnej tych rozgrywek strzelił gola Belize (5:0) – podczas którego wystąpił we wszystkich pięciu meczach w pierwszym składzie, wbijając cztery bramki – w fazie grupowej Kostaryce (2:0) i Meksykowi (1:2) oraz dwukrotnie w półfinale USA (2:0). Dzięki temu (ex aequo z Jerome Kiesewetterem) został królem strzelców tej imprezy, znalazł się w najlepszej jedenastce turnieju, a honduraska drużyna uległa dopiero w finale Meksykowi (0:2). W sierpniu 2016 został powołany przez selekcjonera Jorge Luisa Pinto na Igrzyska Olimpijskie w Rio de Janeiro. Tam rozegrał na prawej pomocy wszystkie sześć meczów w wyjściowej jedenastce i dwukrotnie wpisał się na listę strzelców – w grupowym pojedynku z Portugalią (1:2) i w ćwierćfinale z Koreą Płd. (1:0). Honduranie odpadli z męskiego turnieju piłkarskiego dopiero w półfinale, po wysokiej porażce z gospodarzem i późniejszym złotym medalistą – Brazylią (0:6) i zajęli ostatecznie czwarte miejsce.
W seniorskiej reprezentacji Hondurasu Elis zadebiutował za kadencji selekcjonera Hernána Medforda, 9 października 2014 w przegranym 0:2 meczu towarzyskim z Meksykiem. Premierowe gole w pierwszej kadrze strzelił natomiast 16 grudnia 2015 w wygranym 2:0 sparingu z Kubą, dwukrotnie wpisując się na listę strzelców.

## Statystyki kariery

### Klubowe
| Olimpia   | 2013–2014 | Honduras | Liga Nacional | 9  | 0  | — | —   | —   | —  | —  | 9  | 0  |
| Olimpia   | 2014–2015 | Honduras | Liga Nacional | 18 | 6  | 3 | 1   | LMC | 6  | 1  | 27 | 8  |
| Olimpia   | 2015–2016 | Honduras | Liga Nacional | 35 | 19 | 2 | 1   | LMC | 4  | 2  | 41 | 22 |
| Monterrey | 2016–2017 | Meksyk   | Liga MX       | 0  | 0  | — | —   | LMC | 0  | 0  | 0  | 0  |
| Ogółem    |           |          |               |    |    |   |     |     |    |    |    |    |
| Honduras  | Honduras  | Honduras | 62            | 25 | 5  | 2 | LMC | 10  | 3  | 77 | 30 |    |
| Meksyk    | Meksyk    | Meksyk   | 0             | 0  | —  | — | LMC | 0   | 0  | 0  | 0  |    |
| Ogółem    | Ogółem    | Ogółem   | Ogółem        | 62 | 25 | 5 | 2   | LMC | 10 | 3  | 77 | 29 |

Legenda:
- LMC – Liga Mistrzów CONCACAF

### Reprezentacyjne
| Honduras | Honduras | 2014   | 4 | 0 | — | — | — | — | — | 4  | 0 |
| Honduras | Honduras | 2015   | 1 | 2 | — | — | — | — | — | 1  | 2 |
| Honduras | Honduras | 2016   | 4 | 0 | 4 | 1 | — | — | — | 8  | 1 |
| Ogółem   | Ogółem   | Ogółem | 8 | 2 | 4 | 1 | — | — | — | 13 | 3 |